# Nahum (prorok)
Nahum – działający po 614 roku p.n.e. jeden z dwunastu proroków mniejszych.
Źródłem informacji o autorze księgi jest jej tytuł. Pochodził z Elkosz, prawdopodobnie w Judzie, zaś według Hieronima ze Strydonu w Galilei, lub według De prophetis, eorumque obitu ac sepultura na ziemiach rodu Symeona poza Jordanem. Jego imię znaczy „pocieszyciel”. Księga Nahuma, której jest autorem zawiera proroctwa wygłoszone tuż przed zdobyciem Niniwy przez Babilon w 612 r. przed narodzeniem Chrystusa. Nahum przewidział, że Niniwa zostanie zniszczona ze względu na swe okrucieństwo wobec innych narodów. Porusza też temat upadku Aszura. Istnieją kontrowersje co do autorstwa psalmu otwierającego księgę.
Wspominany 1 grudnia w synaksariach greckich, arabskich, syryjskich i koptyjskich.